# Euzko Gaztedi
Euzko Gaztedi-EGI (em Idioma basco significa Juventude Force) é a ala juvenil do maior partido político basco, o Partido Nacionalista Basco. Sua presença está no País Basco, na Comunidade Autónoma Basca, e Navarra, no Norte do País Basco. Segundo os seus estatutos é definida como uma organização basca, democrática, pluralista e participativa, independência e humanista que pretenda alcançar um quadro de respeito pela identidade dos povos e dos direitos humanos.
Existem outras associações relacionadas com a EGI como:
- Lurgorri Ikasle Elkartea, estudante sindicato.
- Gogorregi Konpartsa em Bilbau da festa
- Gaztetxoak, lazer grupo.
- Ausartu Euskaraz, grupo cultural, promovendo a língua basca

## Antigos membros de  EGI
- Anasagasti, Iñaki
- Arambarri, Asier
- Arregi, Rikardo
- Bilbao, Jose Luis
- Caridad, Leire
- Corrales, Leire
- Egibar, Joseba
- Gallastegi, Elías
- Gerenabarrena, Iñaki
- Idigoras, Jon
- Imaz, Josu Jon
- Urkullu, Iñigo

## Relacións internacionais
EGI mantén relacións e contactos con varias organizacións e partidos doutros pobos de España e doutros países. Entre estas oranizacións están:
- Xuventudes do Partido Democráta Europeo (EDPY-JPDE), Europa, das que EGI é cofundadora.
- JNC Joventut Nacionalista de Catalunya,  Cataluña.
- UdJ Unió de Joves,  Cataluña.
- Galiza Nova,  Galiza.